# Drechseln
Drechseln ist ein zerspanendes Fertigungsverfahren für Holz, seltener auch für Horn, Elfenbein, Bernstein, Alabaster, Speckstein, Serpentinite, Acrylglas (Plexiglas) und andere Kunststoffe. Der Drechsler nennt dieses Verfahren im Allgemeinen Drehen. Gedreht wird manuell auf einer Drehbank oder maschinell auf einem Drehautomaten, wobei sich das Werkstück in beiden Fällen in der horizontalen Ebene zentrisch um seine Achse dreht und das Werkzeug die zu erzeugende Kontur abfährt.

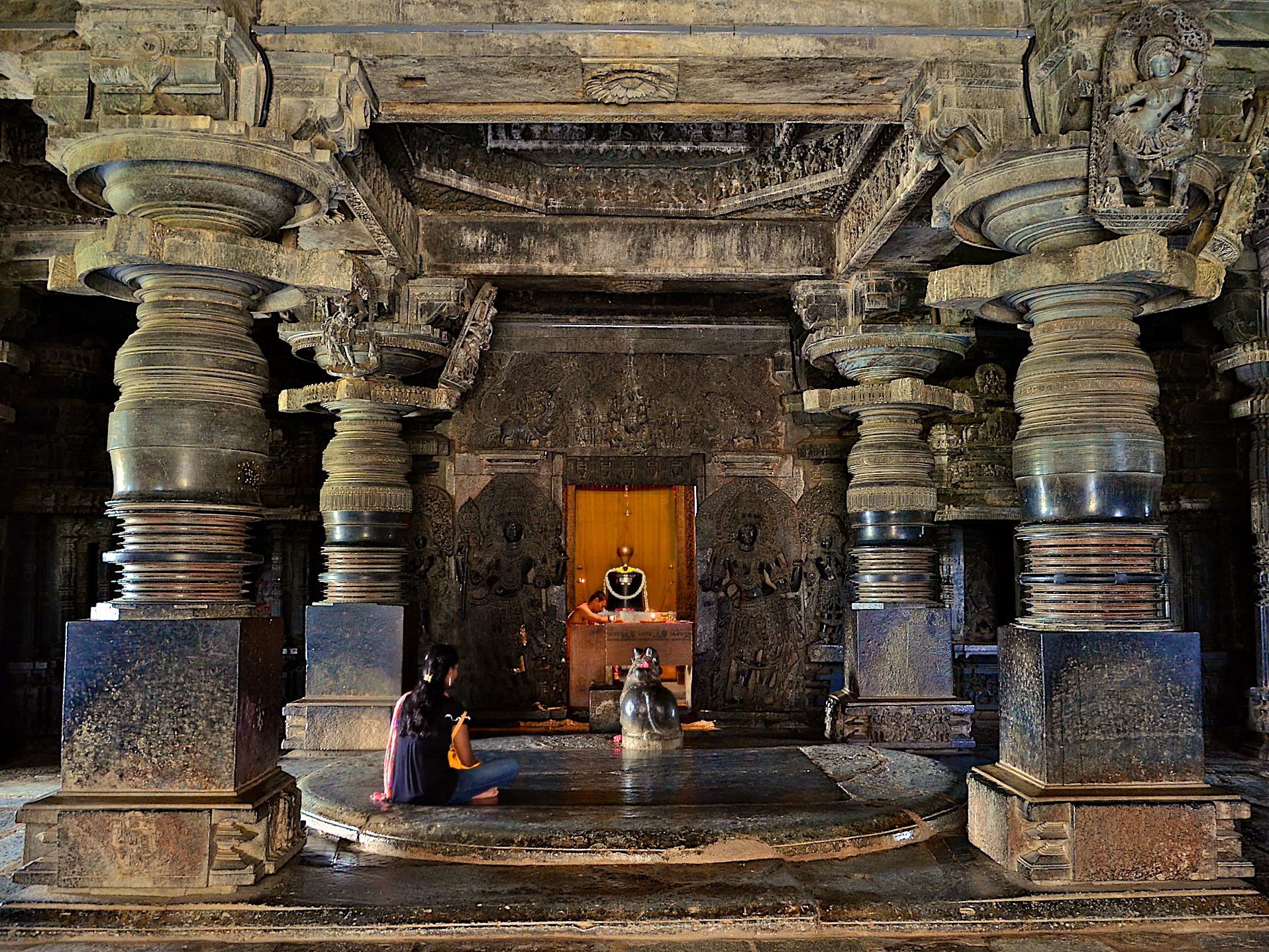
Die Specksteinsäulen der Tempel der späten Chalukya- und in der Hoysala-Zeit (Indien) wurden vielfach auch gedrechselt.

## Geschichte
Die Handwerkskunst des Drechselns war in der Jungsteinzeit noch unbekannt, reicht jedoch weit in die Antike zurück, wobei zunächst nur kleinere Werkstücke bearbeitet wurden. Diese wurden meist horizontal eingespannt, mit einem Fiedelbohrer gedreht und mit einem Metallmesser bearbeitet. Aus Ägypten und aus römischer Zeit haben sich Darstellungen und Berichte erhalten, doch ist es wahrscheinlich, dass diese Technik bereits früh auch in Mesopotamien, der Induskultur und in China bekannt war. Im Lauf der Zeit wurden die zu bearbeitenden Werkstücke immer größer und erreichten ihren Höhepunkt in den gedrechselten Specksteinsäulen der Chalukya- und Hoysala-Zeit des mittelalterlichen Indien.

## Technologie im Handdrehbereich

### Langholzdrehen

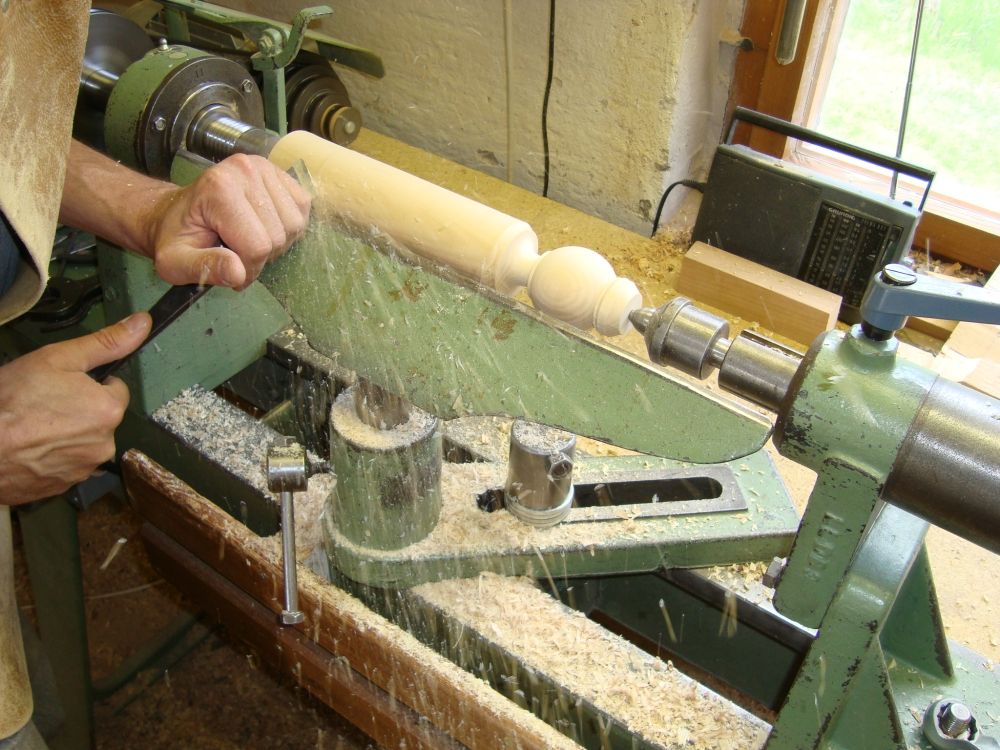
Langholzdrehen

Bei diesem Drehverfahren ist das Werkstück entweder zwischen den Spitzen (Mitnehmer am Spindelstock und Körnerspitze am Reitstock) eingespannt oder einseitig am Spindelstock befestigt. Das Werkstück dreht sich um die Faserrichtung. Das Dreheisen wird auf der Werkzeugauflage aufgelegt und manuell gegen das Werkstück so geführt, dass ein gezielter Schneidvorgang entsteht.
Mit dieser Technik werden Artikel hergestellt wie:
- Geländerstäbe
- Treppenpfosten, Geländerpfosten
- diverse Säulen
- Büchsen
- Knöpfe
- Schreibgeräte
- Kerzenständer
- Eierbecher

Zu dieser Technik gehört auch das Hohldrehen, Drehen über Kopf und das Gewindestrählen.

### Querholzdrehen

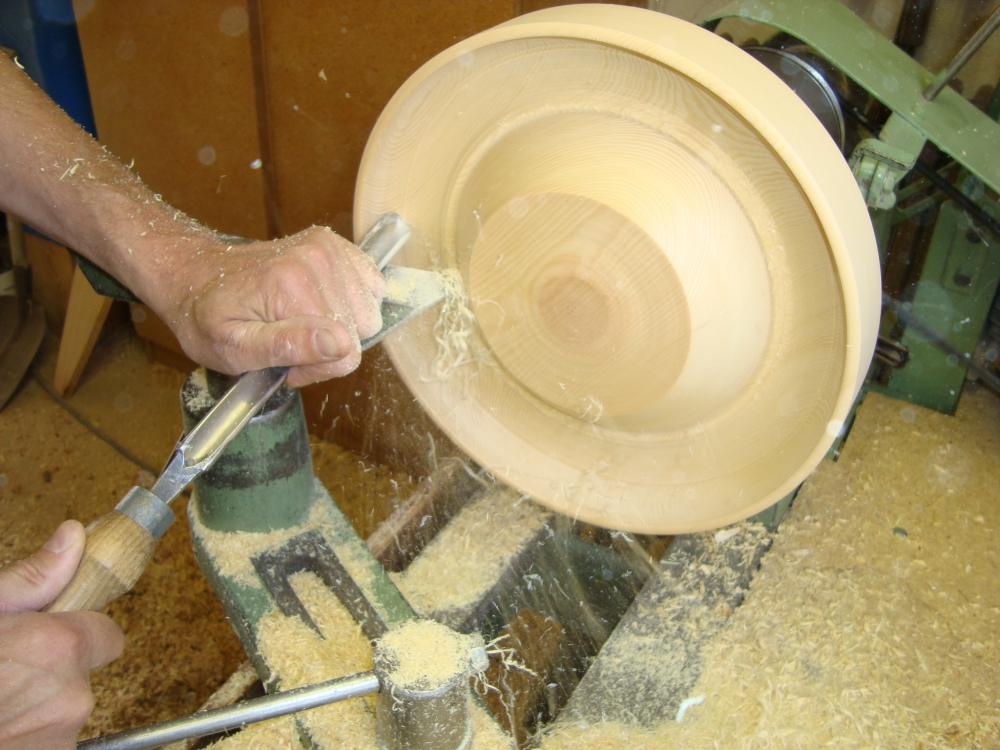
Querholzdrehen

Bei diesem Drehverfahren ist das Werkstück einseitig am Spindelstock befestigt. Das Werkstück dreht sich quer zur Faserrichtung. Das Dreheisen wird auf der Werkzeugauflage aufgelegt und manuell gegen das Werkstück so geführt, dass ein gezielter Schneidvorgang entsteht.
Mit dieser Technik werden Artikel hergestellt wie:
- Schalen und Teller
- große Ringe
- Handlaufschnecken
- Dosen

### Reifendrehen
Bei diesem Drehverfahren ist das Werkstück einseitig am Spindelstock befestigt. Das Werkstück dreht sich um die Faserrichtung. Das Dreheisen wird auf der Werkzeugauflage aufgelegt und manuell gegen das Werkstück so geführt, dass ein gezielter Schneidvorgang entsteht. Die Werkstücke aus zumeist Nadelholz sind vollständig durchnässt. Mittels sehr langer Dreheisen werden sehr fein konturierte Ringe gedreht, die nach Aufspalten ihre Form präsentieren – zumeist Tiere oder Zubehör für Spielzeug und Figuren.

### Drehen gewundener Säulen

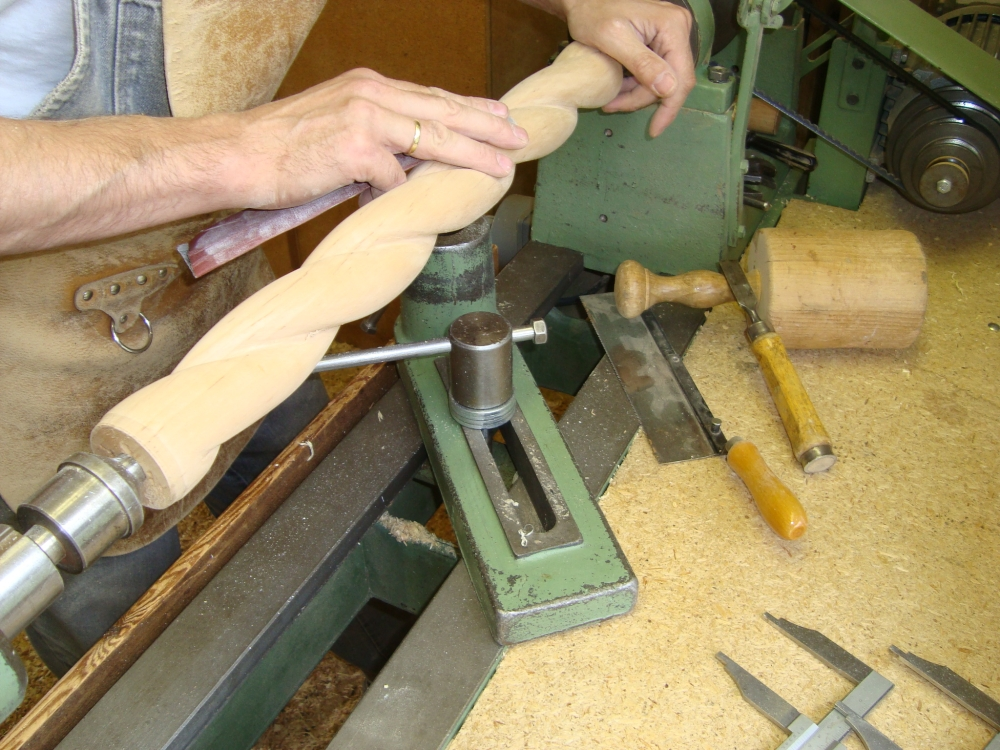
Gewundene Säule

Obwohl es sich hier neben den eigentlichen Dreharbeiten vorrangig um eine Kombination von Schneiden, Stemmen, Raspeln und Schleifen handelt, gehört die gewundene Säule traditionell zu den Erzeugnissen des Drechslers. Zumeist wird die Grundform in Langholz vorbereitend gedreht. Die gewünschten Windungen werden aufgezeichnet und mittels Handsäge auf die vorgesehene Tiefe geschnitten. Die grobe Form wird dann mit dem Stecheisen vorgestemmt und schließlich mit diversen Raspeln und Schleifmaterialien bis zur gewünschten Form und Oberflächenqualität gebracht.
Mit dieser Technik werden Artikel hergestellt wie
- Geländerstäbe
- Stuhl- und Tischbeine
- Bettpfosten

### Ovaldrehen
Bei diesem relativ seltenen Drehverfahren ist das Werkstück einseitig am sogenannten Ovalwerk oder Ovaldrehwerk und dieses am Spindelstock befestigt. Das Ovaldrehwerk vermittelt dem zumeist Querholzwerkstück in einer Umdrehung eine Art Querpendelbewegung. Die Achsdifferenz des Ovals kann eingestellt werden. Um ein akkurates Oval zu erhalten, darf das Werkzeug während des Drehvorgangs nur genau in einer gleichbleibenden Höhe zur Drehachse schneiden.
Mit dieser Technik werden Artikel hergestellt wie
- Schalen/Teller
- Dosen
- Bilderrahmen

### Passigdrehen
Dieses unterteilt sich in Längs- und Querpassigdrehen sowie Mischformen.
Bei diesem äußerst seltenen Verfahren wird beim Längspassigdrehen durch eine komplett umgebaute Drehbank die Spindel durch Zwangssteuerung in Längsrichtung vor und zurück bewegt, während das Werkzeug an einem feststehenden Punkt schneidet oder schabt.
Beim Querpassigdrehen wird die Spindel oder auch der gesamte Spindelstock in eine zwangsläufige Querpendelbewegung versetzt. Bei beiden Verfahren werden Schablonen und Kurvenscheiben verwendet, um das Maß der Ablenkung zu bestimmen.
Die Werkstücke sollten aus festem, homogenem Material sein. Da das Werkstück zumeist im Support geführt wird, kann man kaum noch vom Handdrehen sprechen. Nur bei einfachen Passigdreharbeiten kann das Werkzeug noch frei geführt werden.
Mit dieser Technik werden Artikel hergestellt wie
- Geländerstäbe
- Tischbeine
- Dosen

### Gewindestrählen (auch Gewindestrehlen)
Dieses Verfahren wird im professionellen Bereich kaum noch angewendet, jedoch teilweise im Fachunterricht gelehrt.
Mit Innen- und Außenstrählern (Schraubstähle) lassen sich Innen- und Außengewinde an Werkstücken herstellen.
Je langsamer die Drehbank läuft, desto besser kann ein Gewinde angeschnitten werden. Das Werkzeug wird bei rotierendem Werkstück am Ansatz des gewünschten Gewindes angesetzt und mit wenig Druck vorwärts bewegt. Ziel ist es, pro Umdrehung einen Gewindegang zu schneiden. Passt der Vorschub, wird die Bewegung so oft wiederholt, bis die gewünschte Tiefe des Gewindeganges erreicht ist.
Dieses Verfahren erfordert sehr viel Übung und Geschick.
Verwendet werden gleichmäßig gewachsene Hölzer mit hoher Dichte (Birnbaum, Apfelbaum, Pflaumenbaum, Buchsbaum, Weißbuche usw.), desgleichen eignen sich auch Horn und Bein (Knochen).
Die Alternative zum Gewindestrählen beim Holz sind Schneidwerkzeuge ähnlich denen in der Metallbearbeitung.
Mit dieser Technik werden Artikel vervollkommnet wie z. B.:
- Drehbankfutter
- Gefäßverschraubungen
- Pfeifen

## Werkzeuge
Die wesentlichen Werkzeuge des Drechslers sind:
- Röhren = halbrunde Werkzeuge mit flachem Außenschliff
- Flachmeißel und Abstechstähle = mit flachem, teilweise beidseitigem Schliff für das Ablängen des Werkstücks.
- Schlicht- und Ausdrehstähle = mit sehr steilem Schliff

Der Taster wurde als Messinstrument mittlerweile durch Messschieber ersetzt. Weitere Mess- und Hilfsinstrumente sind der Federinnentaster und der Stechzirkel. Diese sind, gemeinsam mit dem Federaußentaster und der perfekten Grundform – der Kugel – im Zunftzeichen der Drechsler zu finden.
Wenn die Werkzeuge auch Schreinerwerkzeugen ähneln, so sind sie durch ihre Eigenarten und Beschaffenheit grundlegend unterschiedlich. Besonders die Länge von ca. 40–50 cm und die größere Festigkeit sind für das sichere Drechseln von erheblicher Bedeutung.